# Guillermo Flores Avendaño

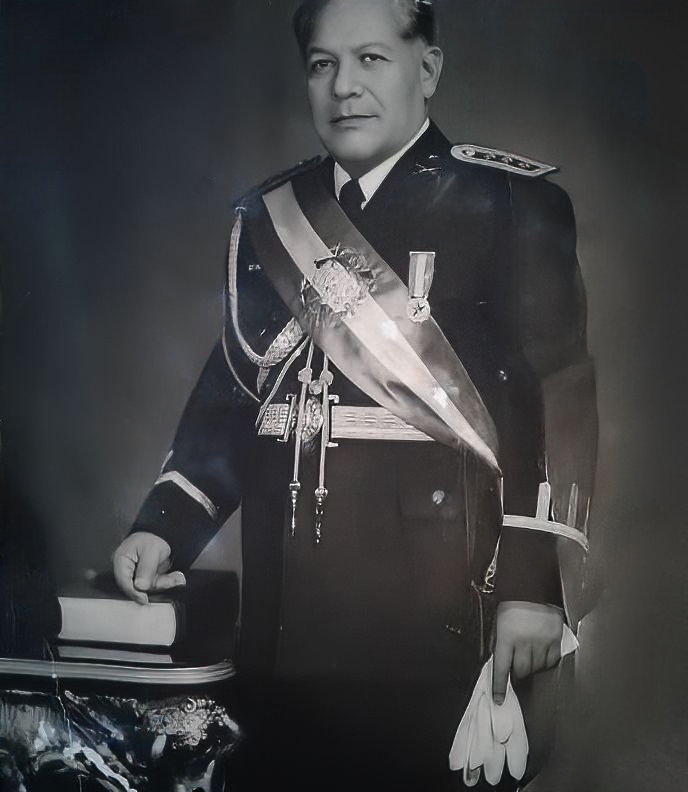
Offizielles Porträt

Guillermo Flores Avendaño (* 1894; † 1982) war vom 27. Oktober 1957 bis 2. März 1958 guatemaltekischer Präsident.

## Leben
Am 20. Oktober 1957 wurde gewählt und am 24. Oktober 1957 putschte das Militär, da nicht wie gewollt gewählt wurde.
Die Militärs wurden durch ein Triumvirat repräsentiert. Ihm gehörten folgende Männer an:
- Oberst Óscar Mendoza Azurdia
- Oberst Roberto Lorenzana
- Oberst Gonzalo Yurrita Nova

Dieses Triumvirat übergab das Präsidentenamt am 27. Oktober 1957 an Oberst Guillermo Flores Avendaño, da dieser 2. Stellvertreter von Carlos Castillo Armas war. Den 1. Stellvertreter, Luis Arturo González López, hatte sie am 25. Oktober 1957 ermordet.
Avendaño ließ nochmal wählen und nun wurde José Miguel Ramón Idígoras Fuentes gewählt.
Idígoras machte dafür Avendaño zu seinem Kriegsminister.